# فوزي الأسمر
فوزي الأسمر (1937–2013) كاتب وشاعر وصحفي فلسطيني. وهو مؤلف كتاب بعنوان "أن تكون عربيا في إسرائيل".

## النشأة والتعليم
ولد الأسمر في حيفا، فلسطين الانتدابية، عام 1937. كان والده مدير محطة في مدينة اللد حيث نشأ.
حصل الأسمر على شهادة في التاريخ والعلوم السياسية من إحدى الجامعات الأمريكية. حصل على الدكتوراه في الدراسات العربية والإسلامية من جامعة إكستر. وكان مشرفه أوري ديفيس.

## الوظيفي والأنشطة
عاش الأسمر في إسرائيل وكان أحد مؤسسي وعضو في حركة الأرض. انضم إلى هيئة تحرير مجلة الفجر الأدبية عام 1958 وعُين رئيساً لتحرير مجلة هذا العالم عام 1966.
غادر الأسمر إسرائيل عام 1972 بعد إطلاق سراحه من السجن واستقر في الولايات المتحدة وأصبح مواطنًا أمريكيًا عام 1981. وبعد أن أنهى دراساته العليا في إنجلترا عمل مديراً لتحرير صحيفة الشرق الأوسط اليومية. ثم شغل منصب مدير مكتب وكالة أنباء الإمارات في واشنطن العاصمة. كما ساهم في صحيفة الرياض اليومية السعودية ككاتب عمود.
نشر الأسمر العديد من الكتب، بما في ذلك "أن تكون عربيًا في إسرائيل" (1975)  و"من خلال المرآة العبرية: الصور النمطية العربية في أدب الأطفال " (1986). الأول هو سيرته الذاتية السياسية وقد تمت ترجمته إلى لغات مختلفة. قام بتحرير كتابين، نحو جمهورية فلسطين الاشتراكية ونقاش حول فلسطين، مع أوري ديفيز ونعيم خضر.
له مجموعات شعرية منها "أرض الميعاد" (1969)، "قصائد من سجن إسرائيلي " (1973)، "أحلام على فراش من الشوك" (1976)، " قصبة يحركها الريح وقصائد أخرى" (1979). كما نشر الأسمر مقالات ومراجعات كتب في المجلات.

### السجن
اعتقلته قوات الاحتلال الإسرائيلي ووضعته رهن الاعتقال الإداري في سجني الرملة والدامون عام 1969. وأثناء وجوده هناك، زاره المحامي الأمريكي آلان ديرشوفيتز، الذي قدم نفسه على أنه ناشط في مجال الحقوق المدنية يقوم بالبحث في مقال حول الاعتقال الإداري. بعد حديثه مع الأسمر، التقى ديرشوفيتز بالمدعي العام الإسرائيلي ورئيس الشاباك (الذي أطلعه على الملف "الضخم" عن الأسمر). وفي المقال الذي نشر في مجلة كومنتاري، برر ديرشوفيتز ممارسة الاعتقال الإداري (الذي أسماه "الاعتقال الوقائي")، ووصف الأسمر بأنه "خطير للغاية" و"زعيم عصابة إرهابية". ونشر عدد لاحق من المجلة رسائل من الأسمر نفسه، والمحامية فيليسيا لانجر، وناشط الحقوق المدنية إسرائيل شاحاك، يشيرون فيها إلى أخطاء ديرشوفيتز العديدة في الوقائع ودحضوا "تشويهاته الصريحة".

## الحياة الشخصية والموت
الأسمر متزوج من ماريا ت. الأسمر التي توفيت في أغسطس 2013
توفي الأسمر في بيثيسدا، ماريلاند، في 19 سبتمبر 2013 ودفن في فلسطين في 1 أكتوبر.